# John Diakomihalis
John Michael Diakomihalis –conocido como Yianni Diakomihalis– (11 de abril de 1999) es un deportista estadounidense que compite en lucha libre. Ganó una medalla de plata en el Campeonato Mundial de Lucha de 2022, en la categoría de  kg.

## Palmarés internacional
| Campeonato Mundial | Campeonato Mundial | Campeonato Mundial | Campeonato Mundial |
| Año                | Lugar              | Medalla            | Categoría          |
| ------------------ | ------------------ | ------------------ | ------------------ |
| 2022               | Belgrado (Serbia)  | Medalla de plata   | 65 kg              |